# شب‌تاب دریایی چابهار
شب‌تاب دریایی؛ نور آبی رنگی در حاشیه ساحل شهر چابهار چابهار که در فصل‌های پاییز و زمستان دیده می‌شود.

## توضیح علمی
فیتوپلانگتون‌ها بیشتر در فصل‌های پاییز و زمستان در ساحل چابهار دیده می‌شوند که سبب می‌شود تا شب‌تاب‌های آبی رنگ همراه با موج به ساحل آورده و بخشی از آنها در ماسه حاشیه ساحل بمانند و نور زیبایی از خود تولید نمایند. این پدیده سبب جذب گردشگران زیادی به این ساحل نیز می‌شود.

## نگارخانه

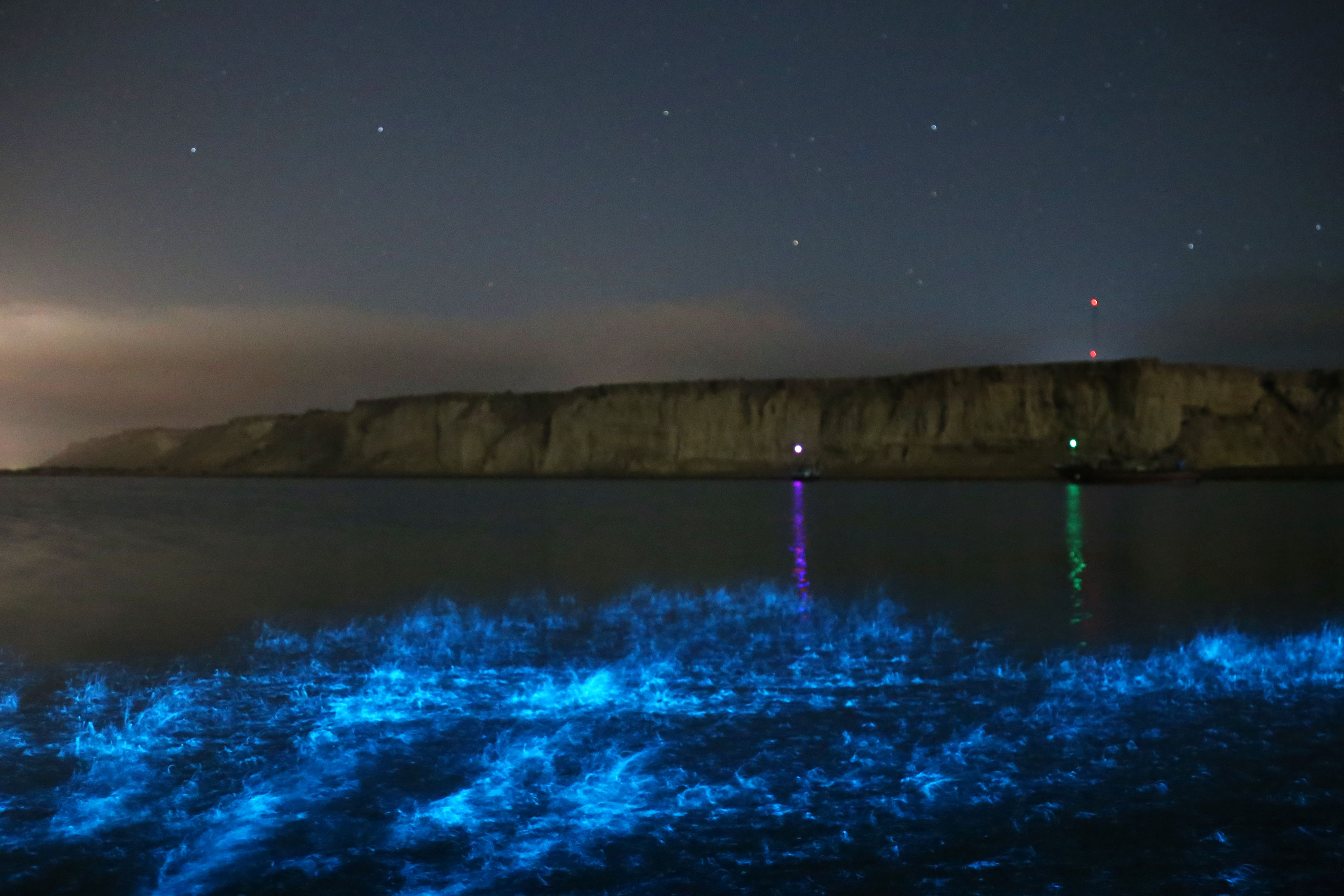
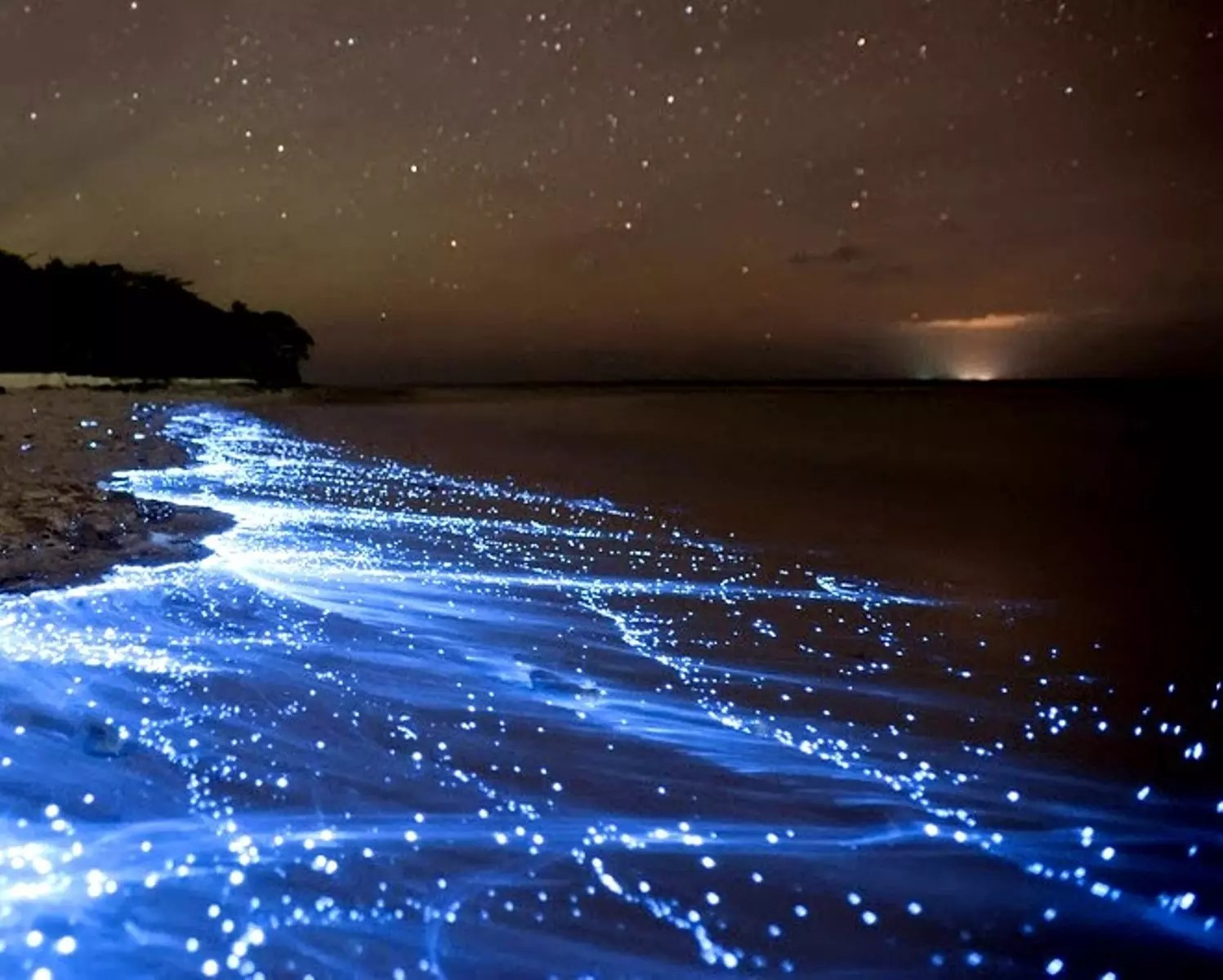
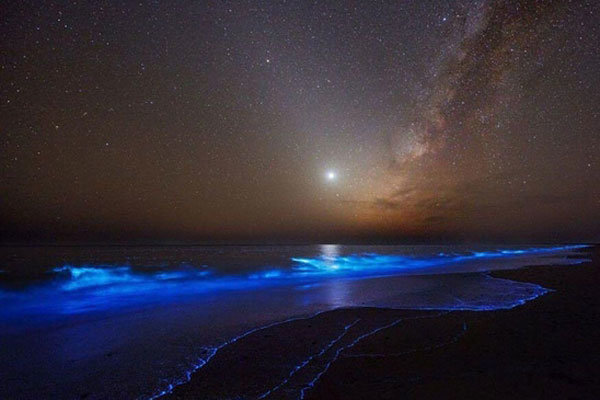
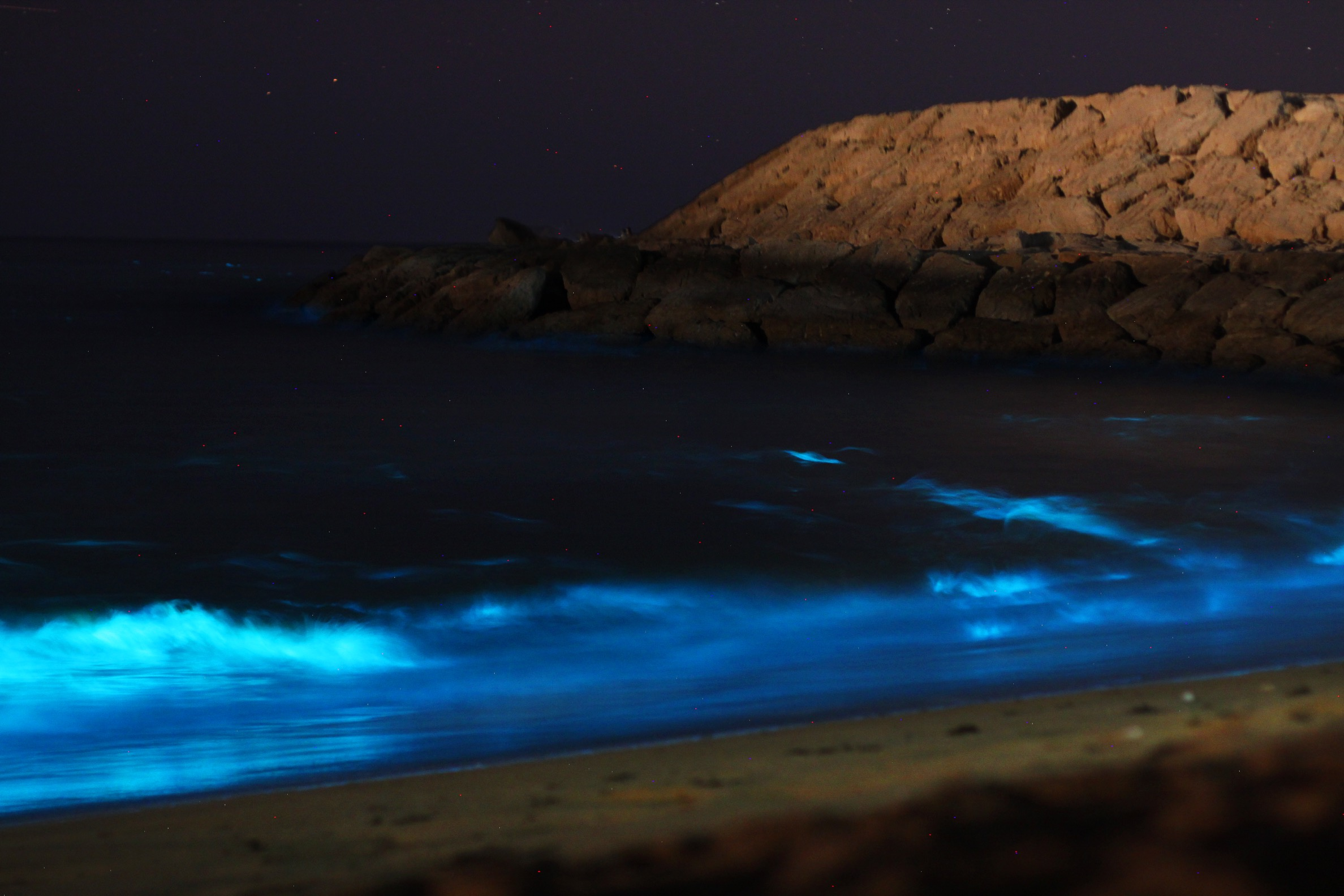
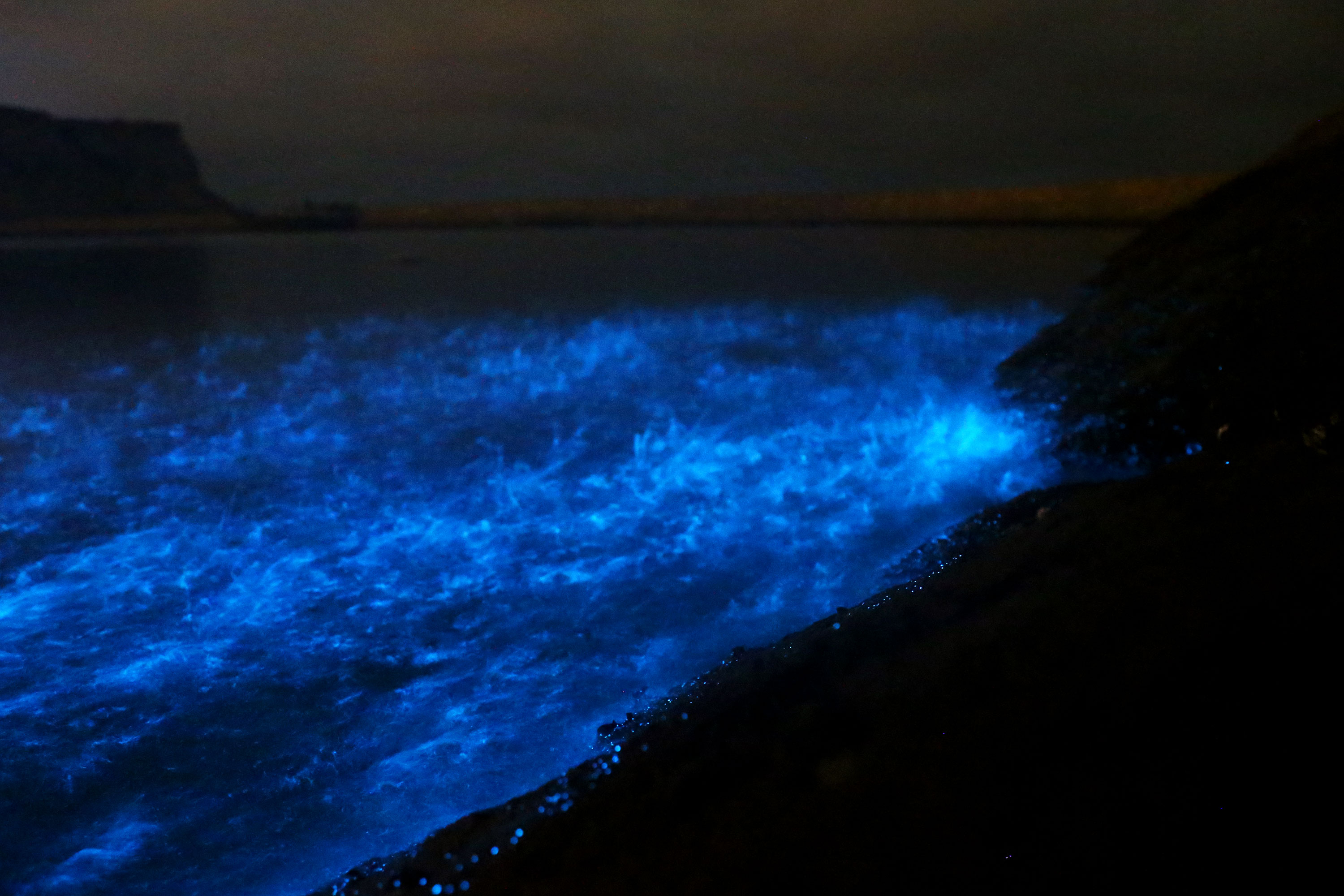

## جسارت‌های وابسته
- روستای درک
- چابهار